# Санта-Лучия-ди-Мориани
Санта-Лучия-ди-Мориани (фр. Santa-Lucia-di-Moriani, корс. Santa Lucia di Moriani) — коммуна во Франции, находится в регионе Корсика. Департамент коммуны — Верхняя Корсика. Входит в состав кантона Кастаньичча. Округ коммуны — Бастия.
Код INSEE коммуны — 2B307.

## Население
Население коммуны на 2008 год составляло 1210 человек.
| 1962 | 1968 | 1975 | 1982 | 1990 | 1999 | 2008 |
| ---- | ---- | ---- | ---- | ---- | ---- | ---- |
| 234  | 235  | 291  | 543  | 772  | 1003 | 1210 |

## Экономика
В 2007 году среди 784 человек в трудоспособном возрасте (15—64 лет) 463 были экономически активными, 321 — неактивными (показатель активности — 59,1 %, в 1999 году было 55,5 %). Из 463 активных работали 402 человека (253 мужчины и 149 женщин), безработных было 61 (21 мужчина и 40 женщин). Среди 321 неактивных 55 человек были учениками или студентами, 72 — пенсионерами, 194 были неактивными по другим причинам.